# 大韓サッカー協会優秀選手海外留学プロジェクト
大韓サッカー協会優秀選手海外留学プロジェクト（大韓サッカー協会ゆうしゅうせんしゅかいがいりゅうがくぷろぐらむ、대한축구협회 우수선수 해외유학 프로젝트）は大韓サッカー協会(KFA)が渡航費＆現地滞在費などを全て負担し、優秀な若手を欧州のクラブに留学させるプログラムである。

## 概要
2000年にKFAが「優秀選手海外進出プロジェクト」を立ち上げ、第1期生として、薛琦鉉がベルギーのロイヤル・アントワープFCに入団した。 薛琦鉉はその後アンデルレヒトに移籍し、UEFAチャンピオンズリーグに出場するまで成長したが、その後はなかなかこのプログラムは機能しなかった。
そこでKFAは2003年に対象を高校生に下げ、毎年3～6人を約1年間、欧州クラブのユースに送り込む「優秀選手海外留学プログラム」という方式に変更。2003年～2005年にFCメス、2006年にSCブラガ、2007年にレディングFC、2008年にはハンブルガーSV＆1.FCニュルンベルク といった欧州のクラブに若手を派遣した。なお上記に挙げたクラブ以外にもSEパルメイラスやワトフォードFCにも選手を派遣している。このプログラムは2008年にいったん終了し、現在は「優秀選手奨学金制度」という名目に変更されている。

## 主な出身者
- 2000年 薛琦鉉(ロイヤル・アントワープFC)

現所属：現役引退
- 2002年 李容來(FCメス)

現所属：チェンライ・ユナイテッドFC
- 2005年 曺永哲(FCメス)

現所属：蔚山現代FC
- 2007年 李勇載(ワトフォードFC)

現所属：ファジアーノ岡山FC
- 2007年 池東沅(レディングFC)

現所属：1.FSVマインツ05
- 2007年 南泰煕(レディングFC)

現所属：アル・サッド
- 2008年 孫興民(ハンブルガーSV)

現所属：トッテナム・ホットスパーFC
- 2008年 金敏爀(ハンブルガーSV)

現所属：全北現代モータース
- 2008年 李強 (1.FCニュルンベルク)

現所属：現役引退